# Nectaire d'Auvergne
Pour les articles homonymes, voir Nectaire.
Nectaire d'Auvergne est un accompagnateur d'Austremoine, évangélisateur de l'Auvergne entre le IIIe siècle et le IVe siècle, dont la ville de Saint-Nectaire tire son nom. Il est fêté le 9 décembre.
L'église du village de Saint-Nectaire lui est également dédiée.

## Parcours

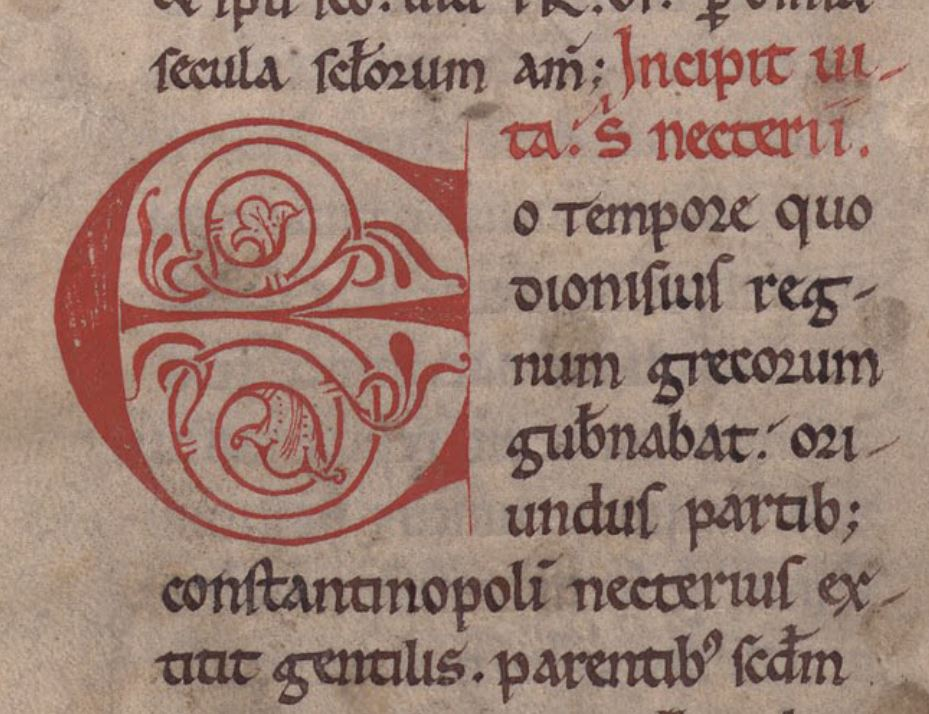
Vie de saint Nectaire (14e siècle). bibliothèque du patrimoine de Clermont Auvergne Métropole, Ms 149, folio 119 verso.

Ypace serait originaire de Constantinople. Ses riches parents meurent prématurément et leur fils est accusé de participer à une conspiration. Ses biens sont confisqués et risque l'arrestation. Il s'enfuit à Rome pour réclamer justice. Il y rencontre des Chrétiens, se convertit, est baptisé par saint Pierre qui lui donne comme nom de baptême Nectaire et lui demande d'aider Austremoine dans sa mission d'évangélisation du peuple Arverne. Austremoine se consacre aux villes de Clermont-Ferrand et d'Issoire alors que ses trois compagnons Nectaire, Baudime et Auditor  s'occupent de la zone du Mont Dore.
Un chapiteau de l'église de Saint-Nectaire présente les éléments principaux de la vie de Nectaire : l'ordination de Nectaire par saint Pierre, Nectaire sur la rive du Tibre ordonnant au diable de lui faire passer le Tibre sans danger, la résurrection de Nectaire à Sutri où il était mort d'épuisement, la résurrection d'un homme (Bradulus ?) dans un sarcophage, une scène de résurrection ou d'inhumation d'un homme sur un brancard.
Nectaire élève un sanctuaire sur le Mont Cornadore où il se retire au terme de sa vie et meurt un 9 décembre.

## Sources
C'est dans la 3e version de la vie d'Austremoine (VITA III) que Nectaire est mentionné pour la première fois, en tant que compagnon du premier évêque de Clermont. Cette Vita III est connue par trois manuscrits : 
- Bibl. Vaticane, Reg. Lat. 486 (XIe, prov. Lérins);
- Clermont-Ferrand, Bibliothèque du Patrimoine de Clermont Auvergne Métropole, ms. 732[4] (XIIe[3], prov. abbaye Mauriac);
- Paris, BnF, lat. 5365 (XIIe siècle, prov. Saint-Martial de Limoges).

Une vie de saint Nectaire est conservée dans un manuscrit de la fin du XIIe siècle ou du XIIIe siècle  et  sa vie y est rapportée sans la moindre référence à Austremoine, ce qui témoignerait d'une autonomisation de la figure de Nectaire, liée à l'essor du sanctuaire : 
- Clermont-Ferrand, Bibliothèque du patrimoine de Clermont Auvergne Métropole, ms. 149[6], fol. 119-122v. Une édition de ce texte par Jean-Baptiste Renault était annoncée en 2012[3].

D'après Pierre-François Fournier, les vies de saint Nectaire sont sans valeur historique. Mais c'est la version de Jacques Branche qui fixerait dans l'imaginaire la version majoritairement partagée de la vie de saint Nectaire.